# Peter Alderliesten
Peter Alderliesten (Lewedorp, 16 maart 1972) is een Nederlandse filmeditor. In 2003 won hij een Gouden Kalf voor Beste Montage voor de film Phileine zegt sorry.
Hij is medeoprichter van de Nederlandse vereniging van Cinema-Editors (NCE). Ook is hij gastdocent aan de Nederlandse Filmacademie en coach bij Trailerpark en Rutger Hauer Film Factory. Alderliesten was tussen 2008 en 2011 lid van de adviesraad van het Nederlands Filmfonds. Ook werd hij genomineerd voor een Gouden Kalf met de films Alles is liefde (in 2008) en Publieke Werken (in 2016). 

## Filmografie
- 1994: Nighthawks
- 1996: Mijn Franse tante Gazeuse
- 1997: The Scarlet Seduction
- 1997: Rondootje
- 1997: Johnny
- 2000: Total Loss
- 2001: Drift
- 2001: Minoes
- 2002: Oesters van Nam Kee
- 2003: Phileine zegt sorry
- 2004: Stratosphere Girl
- 2004: In Oranje
- 2005: Vet Hard
- 2005: Allerzielen
- 2005: Diep
- 2007: Alles is Liefde
- 2009: Spion van Oranje
- 2010: Vreemd bloed
- 2010: Het Geheim
- 2011: Onder Ons
- 2011: Lotus
- 2011: Dolfje Weerwolfje
- 2012: Nono, het zigzagkind
- 2012: Alles is familie
- 2012: Guilty Movie
- 2014: Oorlogsgeheimen
- 2014: In jouw naam
- 2014: Pak van mijn hart
- 2015: Publieke Werken
- 2016: Uilenbal
- 2017: Storm: Letters van Vuur
- 2017: Het verlangen
- 2019: The forgotten army